# Montelukast
El montelukast es un antagonista de los receptores de leucotrienos selectivo administrado por vía oral  que se une con gran afinidad al receptor de cisteinil leucotrienos para los leucotrienos D4 y E4. Estos leucotrienos son secretados por mastocitos y otras células, y median procesos inflamatorios.
El montelukast se prescribe como profilaxis y el tratamiento del asma crónica, y los síntomas de la rinitis alérgica estacional y la rinitis alérgica perenne. Además previene la broncoconstricción inducida por el ejercicio. Algunos de los nombres comerciales son: Airbron®, Everest®, Singulair®, Sansibast®, Senovital®, Accord® y Aireal®, entre otros.

## Historia
En 1979 se describió la implicación de los leucotrienos en el desarrollo de asma y otras patologías respiratorias. Con esta información, se impulsó la búsqueda de compuestos capaces de bloquear el efecto de los leucotrienos, que pudiesen tener utilidad en el tratamiento del asma. Merck farmacéutica estableció dos programas de investigación, que por una década se dedicaron a buscar un inhibidor de la enzima responsable de la síntesis de leucotrienos (5-lipooxigenasa) y un antagonista selectivo para el receptor de leucotrieno D4. De este proyecto se propusieron seis compuestos, que llegaron hasta fase de ensayos clínicos en humanos, y finalmente llevaron a la aprobación del uso montelukast por la FDA en 1998 (2 años después de la aprobación del Zafirlukast por la FDA), bajo el nombre comercial de Singulair®. Actualmente, el montelukast es elaborado y distribuido por varias compañías farmacéuticas, y se emplea en millones de pacientes alrededor del mundo, moviendo un estimado de 5 billones de dólares por año.

## Descripción
El montelukast es un polvo higroscópico blanco o casi blanco y es fácilmente soluble en agua y en diclorometano. Es muy soluble en alcohol y se debe almacenar en recipientes herméticos y proteger de la luz. Las limitaciones más importantes en el uso y la formulación de montelukast tienen en cuenta las propiedades físico-químicas. Montelukast, tanto en forma neutra como salina, es sensible a la luz, la temperatura, la humedad y la oxidación.
El proceso más usado de síntesis de montelukast implica una reacción de Mizoroki-Heck de 2-yodobenzoato de metilo con alcohol alílico en un paso significativo de formación de enlaces C-C, seguido por reducción asimétrica de cetona.

## Farmacocinética

### Vías de administración
Este fármaco se emplea únicamente por vía oral en forma de tabletas recubiertas, tabletas masticables y gránulos.

### Absorción
Es un ácido débil que se absorbe en el intestino, con una biodisponibilidad del 64 % para la tableta de 10 mg y del 73 % para la tableta masticable de 5 mg (desciende a 63% cuando se administra con alimentos)., La concentración plasmática máxima se alcanza en 3-4 horas para la tableta de 10 mg, en 2-2,5 horas para la tableta masticable de 5 mg y en 1-3 horas (en ayuno) o 3,5-9 horas (con una comida rica en grasas) para los gránulos

### Distribución
El montelukast se une a proteínas en un 99%, no cruza barrera hematoencefálica y la distribución escasa en otros tejidos. El volumen de distribución del Montelukast es de 0,15 L/kg.

### Metabolismo y metabolitos
El montelukast se metaboliza de forma extensa en el hígado por las isoenzimas CYP2C8, CYP3A4 y CYP2C9. Algunos de sus metabolitos muestran actividad farmacológica pero la concentración que alcanzan en plasma es muy baja.

### Excreción
La excreción del montelukast es casi exclusivamente por la vía biliar. La depuración plasmática de montelukast se estima en 45 ml/min en adultos sanos. Tras una dosis oral de montelukast radiomarcado, el 86 % de la radiactividad se recuperó en recogidas fecales en los próximos 5 días y 0,2 % se recuperó en orina.La vida media de eliminación del fármaco está entre 2,7 a 5,5 horas

## Farmacodinámica

### Mecanismo de acción
El montelukast es un antagonista competitivo del receptor tipo 1 de los cisteinil leucotrienos (cys-LT1) (véase Figura 1) . Este receptor está localizado en el músculo liso, y en células como los leucocitos, linfocitos T, eosinófilos y monocitos de las vías respiratorias.

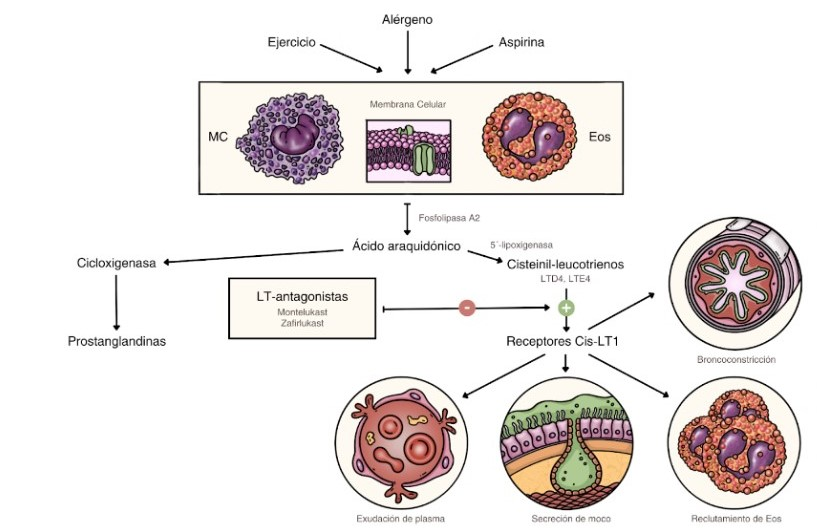
Figura 1. Mecanismo de acción de los antagonistas del receptor de leucotrienos

### Efecto farmacológico
Los cisteinil leucotrienos (C4, D4 y E4) en la patogénesis del asma aumentan la permeabilidad vascular y la secreción de moco. Además, producen broncoconstricción e incrementan el infiltrado de células inflamatorias en las vías aéreas. Estos receptores también están involucrados en enfermedades alérgicas como la rinitis y la dermatitis atópica. Los antagonistas del receptor de Cys-LT1, como el montelukast, bloquean los efectos fisiológicos generados por la activación de este receptor.,

### Efecto terapéutico
El uso de este medicamento produce broncodilatación, disminución de la permeabilidad vascular, disminución de la secreción de moco y disminución del reclutamiento y activación de eosinófilos, todos mediados por el antagonismo sobre el receptor de leucotrienos.,, Muestra menor efectividad que los corticosteroides inhalados en individuos con asma leve, pero tiene menos efectos secundarios que estos (e.g. no afecta la talla)

### Interacciones[3][10]
| Fármaco                            | Resultados de la interacción                                                                           |
| ---------------------------------- | --- |
| Fenitoína Fenobarbital Rifampicina | Farmacocinética: Aumento del metabolismo por lo tanto hay reducción de concentraciones máximas séricas |
| Corticosteroides                   | Informe de edema periférico en un paciente que recibió montelukast y prednisona                        |
| Lumacaftor e ivacaftor             | Farmacocinética: Pueden disminuir la concentración sérica de montelukast                               |
| Gemfibrozil                        | Farmacocinética: Puede aumentar la concentración sérica de montelukast                                 |
| Amodiaquina                        | Farmacocinética: Inhibidores de CYP2C8 puede aumentar la concentración sérica de amodiaquina           |

## Uso clínico

### Indicaciones[10]
- Profilaxis y el tratamiento crónico en pacientes mayores de 6 meses de edad en asma persistente de leve a moderado, que no se logra controlar adecuadamente con corticoides inhalados, ni con beta agonistas de acción corta.
- En pacientes con asma persistente leve que no tienen historial reciente de ataques de asma graves que hayan requerido el uso de corticosteroides orales y que hayan demostrado que no son capaces de utilizar corticosteroides inhalados.
- Alivio de los síntomas de la rinitis alérgica que no han respondido a la terapia con corticosteroides nasales o antihistamínicos solos o asociados: rinitis alérgica estacional en pacientes de 2 años de edad y mayores, y la rinitis alérgica perenne en pacientes de 6 meses de edad y mayores.
- Prevención aguda de la broncoconstricción inducida por el ejercicio en pacientes de 2 años de edad y mayores.

## Efectos adversos[1]
| Edad                               | Efectos adversos |
| ---------------------------------- | --- |
| Niños de 6-23 meses                | Respiratorios: otitis media, faringitis, rinitis, tonsilitis infección del tracto respiratorio superior sibilancias |
| Niños de 2 a 14 años               | SNC: fiebre, dolor de cabeza Dermatologicos: dermatitis eczema, erupción cutánea urticaria Gastrointestinales: dolor abdominal, diarrea, dispepsia, gastroenteritis y náuseas Oftálmicos: conjuntivitis Óticos: otalgia, otitis, otitis media respiratorio: laringitis, faringitis neumonía, rinorrea, sinusitis                      |
| Niños mayores de 15 años y adultos | SNC: mareos, fatiga, fiebre, dolor de cabeza Dermatológicos: erupción cutánea Gastrointestinales: dispepsia, gastroenteritis, dolor de muelas Hepáticos: incremento de transaminasas Neuromusculares y esqueléticos: debilidad Respiratorios: tos, epistaxis, congestión nasal, sinusitis, infección del tracto respiratorio superior |

## Contraindicaciones
- Se encuentra catalogado como factor de riesgo B en embarazo. En estudios en animales no se ha encontrado un aumento del riesgo teratogénico durante su uso en el embarazo. El uso debe ser considerado en mujeres en estado de gestación cuando se ha visto una respuesta favorable antes de quedar embarazadas, pero iniciar el tratamiento con montelukast durante el embarazo puede ser una alternativa para el tratamiento del asma leve. Se desconoce si se presenta excreción de montelukast en la leche materna, por lo cual se recomienda precaución cuando se usa durante la lactancia.[1]
- Montelukast esta contraindicado en la enfermedad renal terminal (depuración de creatinina <10 ml / minuto).[10]
- No debe usarse para reducir los broncoespasmos en los ataques agudos de asma incluyendo la crisis asmática.[10]
- Los pacientes con hipersensibilidad al ácido acetilsalicílico y otros antiinflamatorios no esteroideos deben evitar el uso de montelukast.[10]
- Enfermedades hereditarias raras como intolerancia a la galactosa, deficiencia de lactasa típica o malabsorción de glucosa-galactosa porque el medicamento tiene lactosa como uno de los excipientes.[10]

## Precauciones[10]
- Utilizar con precaución en pacientes adultos con insuficiencia renal leve a severa; pueden ser necesarios ajustes de dosis.
- Emplear con precaución en pacientes con un mayor riesgo de retención urinaria (incluyendo lesiones de la médula espinal o la hiperplasia prostática); suspender si se produce retención urinaria.
- Cuando se inhalan o se toman corticosteroides sistémicos y están recibiendo montelukast se recomienda reducción gradual de la dosis del esteroide.

## Sobredosis
Se han reportado algunos casos de sobredosis aguda en los cuales se presentaron manifestaciones como cefalea, hiperactividad psicomotora, somnolencia, midriasis, dolor abdominal, sed, vómitos.

## Presentaciones
Montelukast se encuentra disponible en forma de tabletas, tabletas masticables y gránulos.,

## Otros usos
Usos no incluidos en el registro sanitario 
- Bronquiolitis: En un estudio se encontró que el uso de montelukast en infantes con bronquiolitis aguda redujo los síntomas de asma persistente postinfección luego de dos semanas de administración.[12]
- Apnea obstructiva del sueño: El uso prolongado de montelukast ha mostrado efectiva en reducir la severidad de los síntomas en niños.[13]
- Fibrosis quística: Varios trabajos en pacientes con fibrosis quística demostraron que el montelukast redujo la inflamación eosinofílica, mejoró la función pulmonar y disminuyó síntomas como la tos y sibilancias[14],.[15]
- Enfermedad de injerto contra huésped: Montelukast ha demostrado efectividad en disminuir el daño en órganos diana cuando se usa en conjunto con la terapia inmunosupresora.[16]
- Eczema: Algunos estudios sugieren que montelukast podría ser de utilidad en el tratamiento de dermatitis atópica.[17]
- Esofagitis eosinofílica: Montelukast a altas dosis se asocia con reducción de los síntomas.[18]

## Controversias
Varios estudios han demostrado que el uso de montelukast se asocia con efectos adversos de tipo neuropsiquiátrico, sobre todo en pacientes pediátricos. Entre las alteraciones reportadas se encuentran agresividad, ansiedad, depresión, trastornos del sueño, ideación suicida, autolesiones y suicidio,. Ante el desconocimiento del riesgo por parte de pacientes y profesionales de la salud, en 2020 la FDA determinó que era necesario un recuadro con la advertencia explícita -“boxed warning”- en el inserto del medicamento, el cual es el grado más alto de advertencia de efectos adversos exigido por este organismo. Según la FDA, los beneficios del montelukast no sobrepasan los riesgos en algunos pacientes, en particular aquellos con síntomas leves o que pueden ser tratados con otros medicamentos, por lo que recomienda evaluar el riesgo-beneficio en individuos asmáticos y usar como última opción en pacientes con rinitis alérgica.